# Толстоголовка кистеносная
Толстоголовка кистеносная или толстоголовка алтейная или толстоголовка шандровая (лат. Carcharodus flocciferus) — бабочка из семейства толстоголовок.

## Этимология названия
Flocciferus (с латинского, дословно) — кисть (или клок) — floccus, несущий — ferus. Указывает на характерную отличительную особенность самцов данного вида — кистеобразный опушенный андрокониальный участок на нижней стороне передних крыльев.

## Ареал и места обитания
Северо-западная Африка, Южная, Центральная и Восточная Европа, Восточная Турция, Средний и Южный Урал, Северный и Восточный Казахстан, юг Сибири к востоку до Саян..
Локальный и редкий вид, известный в основном из лесного пояса Восточной Европы. Известен из словацких и румынских Карпат. На Украине очень локально обитает на Волыно-Подолье и в Карпатах. Ареал на территории страны к настоящему времени изучено плохо, возможно, что многие литературные указания относятся к близкой по внешнему виду толстоголовке восточной. Достоверные находки вида с левобережной Украины и Закарпатья отсутствуют. Указание для Крыма ошибочно.
Бабочки населяют остепненные сухие луга, склоны южных экспозиций, также по долинам рек.

## Биология
За год развивается в двух поколениях. Первое, весьма малочисленное, летает с конца мая по конец июня, второе поколение летает — с третьей декады июля по конец августа. Бабочки весьма пугливы. Летают при хорошей погоде, посещают для питания высокие цветоносы. Гусеницы развиваются на мальвовых, живя в свернутых листьях, обгрызая их до центральных жилок; в них же зимуют. Гусеница серого цвета с белыми волосками. Кормовые растения: буквица лекарственная, шандра обыкновенная, чистец прямой, чистец. Первый сегмент тела желтоватый, с тёмными точками. Окукливаются на земле или в свернутых листьях.